# Hypoderma liliense
Hypoderma liliense är en svampart som beskrevs av P.R. Johnst. 1991. Hypoderma liliense ingår i släktet Hypoderma och familjen Rhytismataceae.   Inga underarter finns listade i Catalogue of Life.